# Peruviaanse krijgsmacht

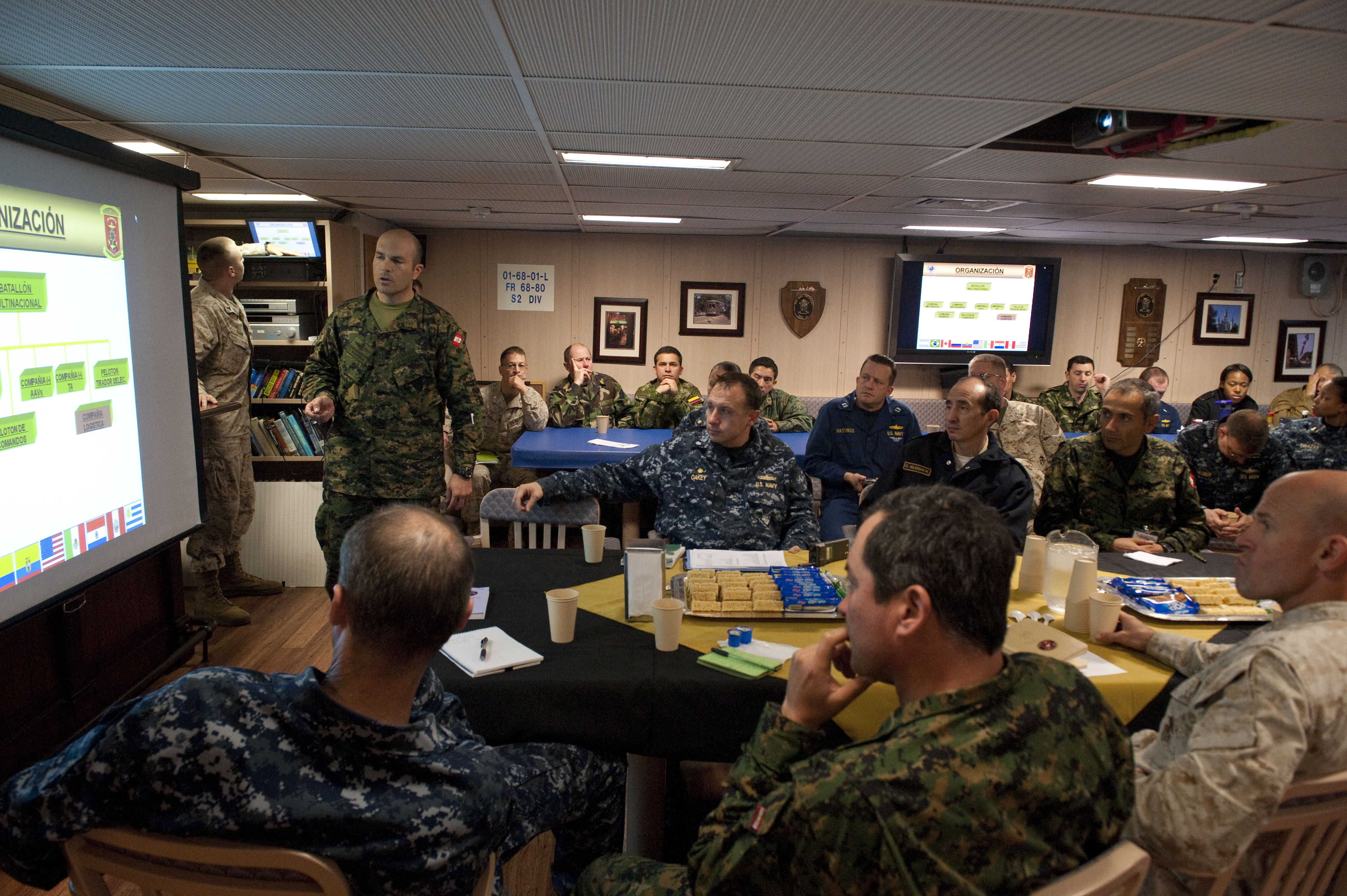
Peruviaanse mariniers tijdens een briefing

De Peruaanse krijgsmacht bestaat uit de volgende eenheden:
- Peruviaans leger (Ejército del Perú)
- Peruviaanse marine (Marina de Guerra del Perú)
- Peruviaanse luchtmacht (Fuerza Aérea del Perú).

Traditioneel wordt ook de Peruviaanse politie tot de krijgsmacht gerekend. 24 september is de Dag van de Strijdkrachten (Dia de las fuerzas armadas).
De opperbevelhebber van de krijgsmacht is volgens artikel 167 van de grondwet van 1993 de president van Peru. Sinds 28 juli is dat president Ollanta Humala. De Minister van Defensie is Daniel Mora Zevallos.